# Aeropuerto Dr. Diego Nicolás Díaz Colodrero
El Aeropuerto Dr. Diego Nicolás Díaz Colodrero (IATA: OYA - OACI: SATG) es un aeropuerto argentino que da servicio a la localidad de Goya, Provincia de Corrientes.

## Aerolíneas y destinos

### Aerolíneas y destinos cesados
- LAER (Buenos Aires-Aeroparque, Paraná, Reconquista)
- Macair Jet (Buenos Aires-Aeroparque, Reconquista)